# Jurányi Lajos
Jurányi Lajos (Nyíregyháza, 1837. augusztus 25. – Abbázia, 1897. február 27.) botanikus. A növények élettanával, fajfenntartó szerveződésével és egyedfejlődésével kapcsolatos vizsgálatai a korát megelőző, úttörő életművet örökül hagyó tudóssá avatták. 1871-től a Magyar Tudományos Akadémia levelező, 1882-től rendes tagja volt. Botanikai szakmunkákban nevének rövidítése: „Jurányi”.

## Élete

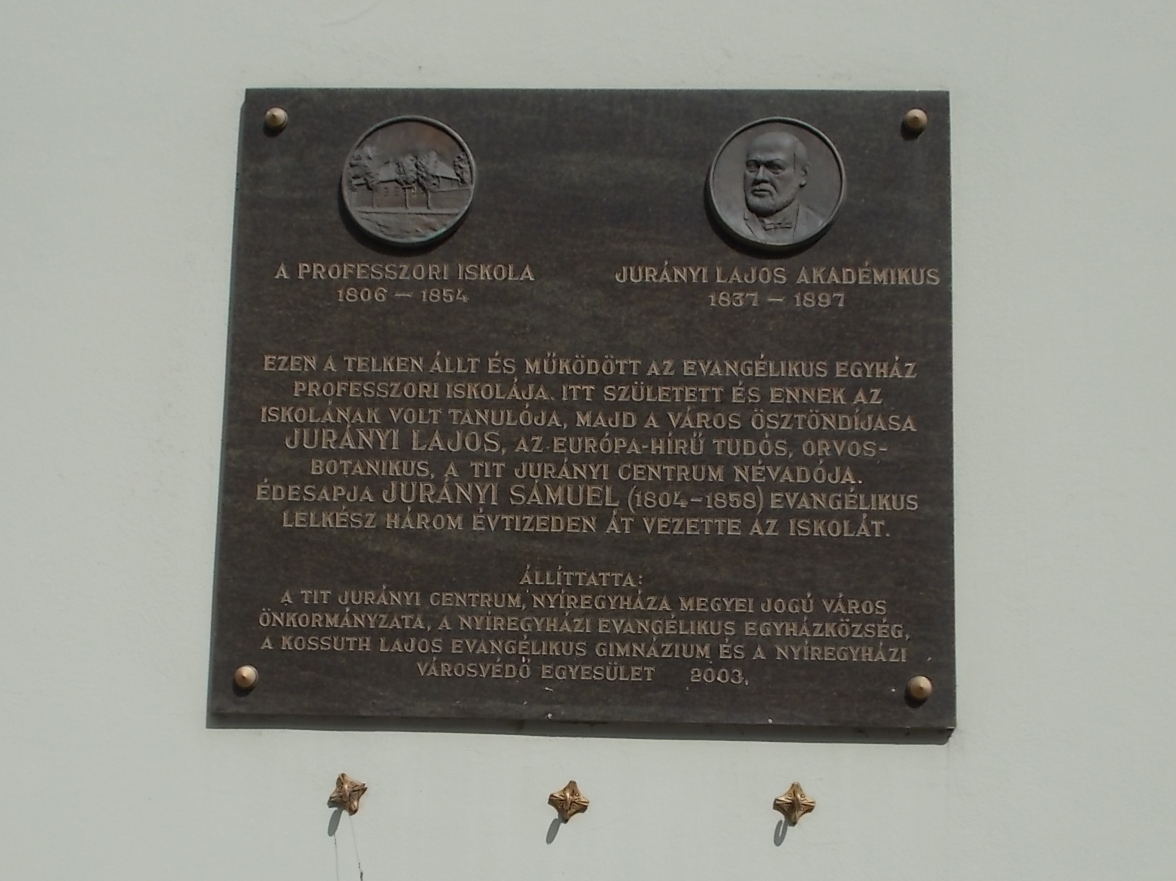
Emléktáblája Nyíregyházán

Nyíregyházi alaptanulmányai után középiskoláit az eperjesi evangélikus kollégiumban végezte, s az ott tanító Hazslinszky Frigyes Ákos keltette fel érdeklődését a növénytan iránt. 1856–1862 között a pesti egyetemen végzett orvosi tanulmányokat, 1861-től a növénytani tanszéken mint Gerenday József tanársegédje működött. Orvosi oklevele 1862. évi megszerzése után, 1863–1864-ben egyetemi ösztöndíjjal a bécsi, majd 1864–1865-ben a jénai egyetemeken növénysejttani és növényszövettani kutatásokat folytatott (Eduard Fenzl, illetve Nathanael Pringsheim irányításával). 1866-ban a pesti egyetemen kinevezték a  növénytan nyilvános rendkívüli, 1870-ben nyilvános rendes tanárává, s itt oktatott egészen haláláig. Fekete Józseffel együtt végezte el az Egyetemi Botanikus Kert átfogó rendezését.

## Munkássága
Fő kutatási területe a növényélettan és a növényszervezettan, ez utóbbin belül is főként a növényanatómia és a növényegyedfejlődés-tan volt. Vizsgálataival korának florisztikai célú, jobbára leíró és rendszertani jellegű növénytani kutatásait meghaladva, úttörő jelentőségű tanulmányokat végzett, számos korszerű kutatási módszert vezetett be Magyarországon. Jelentős eredményeket mutatott fel a moszatok, a harasztok és a nyitvatermők ivaros szaporodásának kutatásában: vizsgálta a harasztok mikro- és makrospóráinak fejlődését, a cikászok (Cycadopsida) anteridiumában (hímivarszerv) termelődő spermatozoidokat, valamint a nyitvatermők pollenstruktúráját. Közleményei magyar és német nyelven egyaránt megjelentek. A magyar botanika jeles alakjait indította el a pályán, a Budapesti Tudományegyetemen 1871-ben Borbás Vince, 1872-ben Simonkai Lajos, 1880–1888 között Mágócsy-Dietz Sándor, 1885–1896 között Filarszky Nándor, 1888–1894 között Schilberszky Károly volt a tanársegédje.
Tudományos eredményei elismeréseként 1871-ben a Magyar Tudományos Akadémia levelező, 1882-ben rendes tagjává választották, az edinburghi székhelyű Royal Botanical Societynek pedig külső tagja volt. 1891-től haláláig a Magyar Természettudományi Társaság növénytani szakosztályának elnöki tisztét töltötte be.

## Főbb művei
- A Vaucheria geminata ivarszervei s a nemzési folyamat e moszatnál, in: A Természettudományi Társaság Közleményei, 1866
- A Ceratozamia hímsejtjeinek kifejlődése és alaktanáról, in: Értekezések a Természettudományok Köréből, 1870. 6. sz.
- Oedogonium diplandrum s a nemzési folyamat e moszatnál, in: Értekezések a Természettudományok Köréből, 1871. 9. sz.
- Oedogonium diplandrum (Jur.) termékenyített petesejtjéről, in: Értekezések a Természettudományok Köréből, 1871. 12. sz.
- A Salvinia natans Hoffm. spóráinak kifejlődéséről, Budapest, 1873
- Über die Entwickelung der Sporangien und Sporen der Salvinia natans, Berlin, 1873
- Újabb adatok a Gymnospermák hímporának ismeretéhez, in: Mathematikai és Természettudományi Értesítő, 1883
- A sejtmag átalakulása és alkatáról, in: Mathematikai és Természettudományi Értesítő, 1884
- Növénytan, Budapest, 1885
- A magvak csirázásáról, Budapest, 1892